# Bathyraja
Bathyraja ist eine weltweit verbreitete Gattung der Weichnasenrochen (Arhynchobatidae). Die Gattung wurde 1958 als Untergattung von Breviraja beschrieben und 1968 in den Rang einer eigenständigen Gattung erhoben. Synonyme sind: Thetaraia und Zetaraia.

## Merkmale
Bathyraja-Arten werden maximal knapp über zwei Meter lang. Ihre Körperscheibe ist rhombenförmig und normalerweise breiter als lang. Die Enden der Brustflossen sind zugespitzt oder abgerundet. Der Schwanz ist in der Regel kürzer als die Breite der Tiere. Die Rückenseite kann glatt sein oder im „Nacken“, auf den „Schultern“ oder in der Rückenmitte mit Dornen versehen sein. Die Unterseite ist immer dornenlos. Wie bei allen Weichnasenrochen ist der Knorpel des Rostrums nicht verkalkt und weich und das Rostrum daher flexibel. Das gebogene Maul ist weich und relativ breit. In Ober- und Unterkiefer befinden sich 22 bis 36 quincunxartig angeordnete Zähne mit einer einzelnen großen Spitze. Auf dem Schwanz befindet sich eine mittige Dornenreihe und am Ende zwei Rückenflossen, die in etwa die gleiche Form haben aber unterschiedlich groß sind. Zwischen den Rückenflossen können ebenfalls Dornen sein. Bathyraja-Arten haben 31 bis 39 Rumpfwirbel und 68 bis 122 Wirbel im Schwanz vor der ersten Rückenflosse. Der Spiraldarm hat 8 bis 15 Windungen.
Die Rückenseite kann weißlich, dunkelbraun, purpurn oder schwärzlich sein und einfarbig oder mit mehr oder weniger großen Flecken gemustert sein. Die Unterseite ist normalerweise einfarbig weiß, manchmal auch mit dunklen Flecken zwischen den Kiemen oder auf dem Bauch oder graue Enden der Brust- und Bauchflossen.

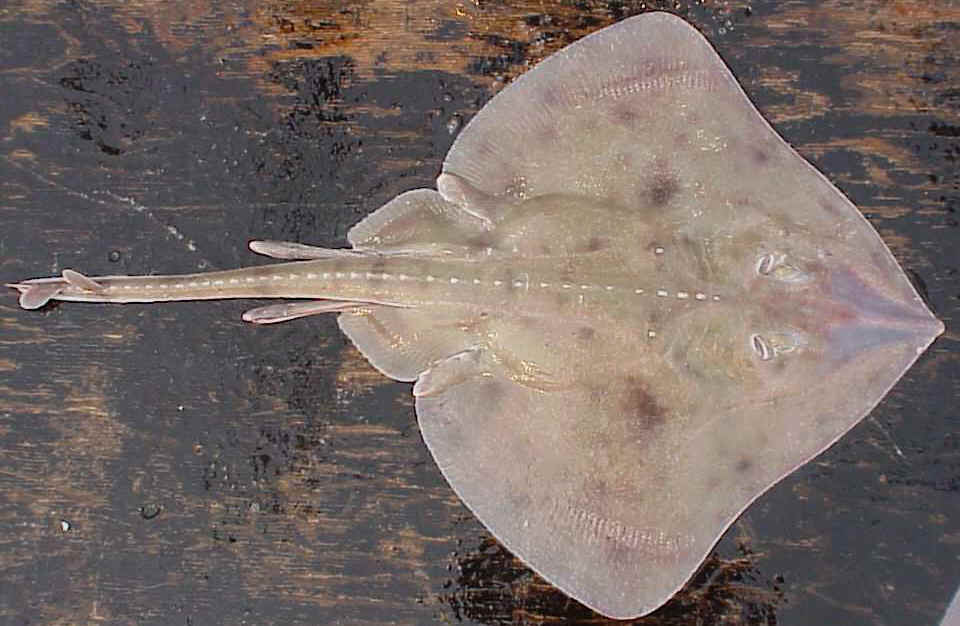
Bathyraja aleutica

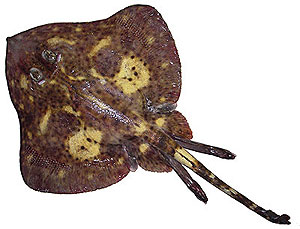
Bathyraja mariposa

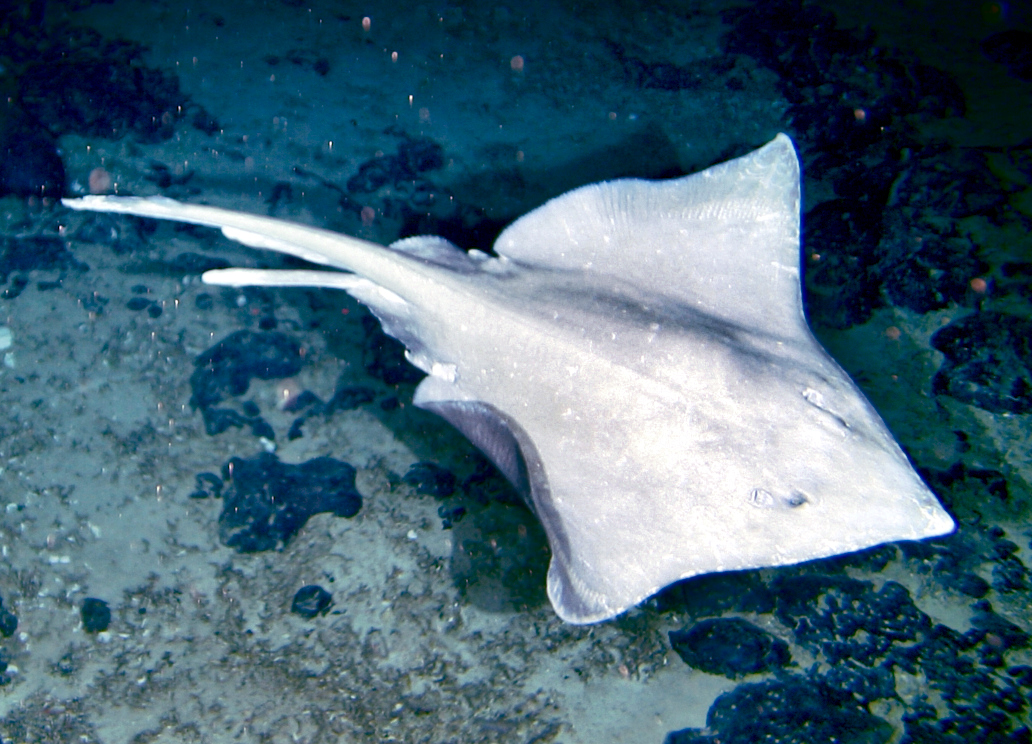
Bathyraja richardsoni

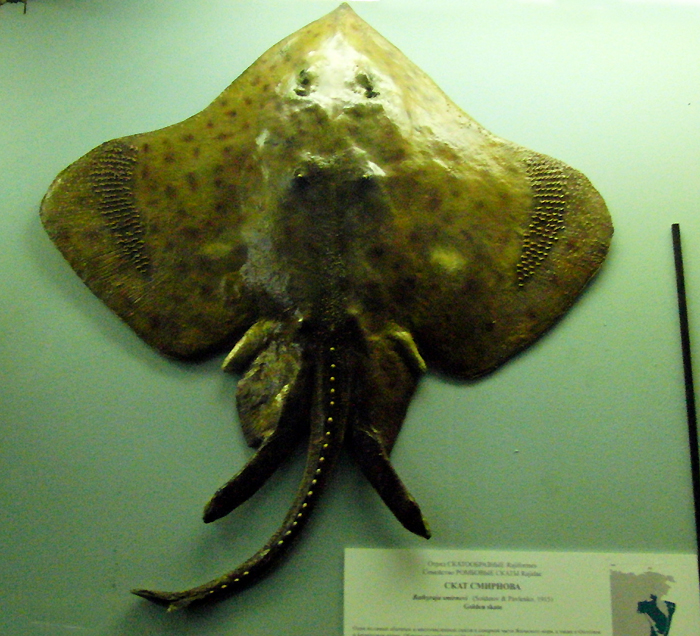
Bathyraja smirnovi

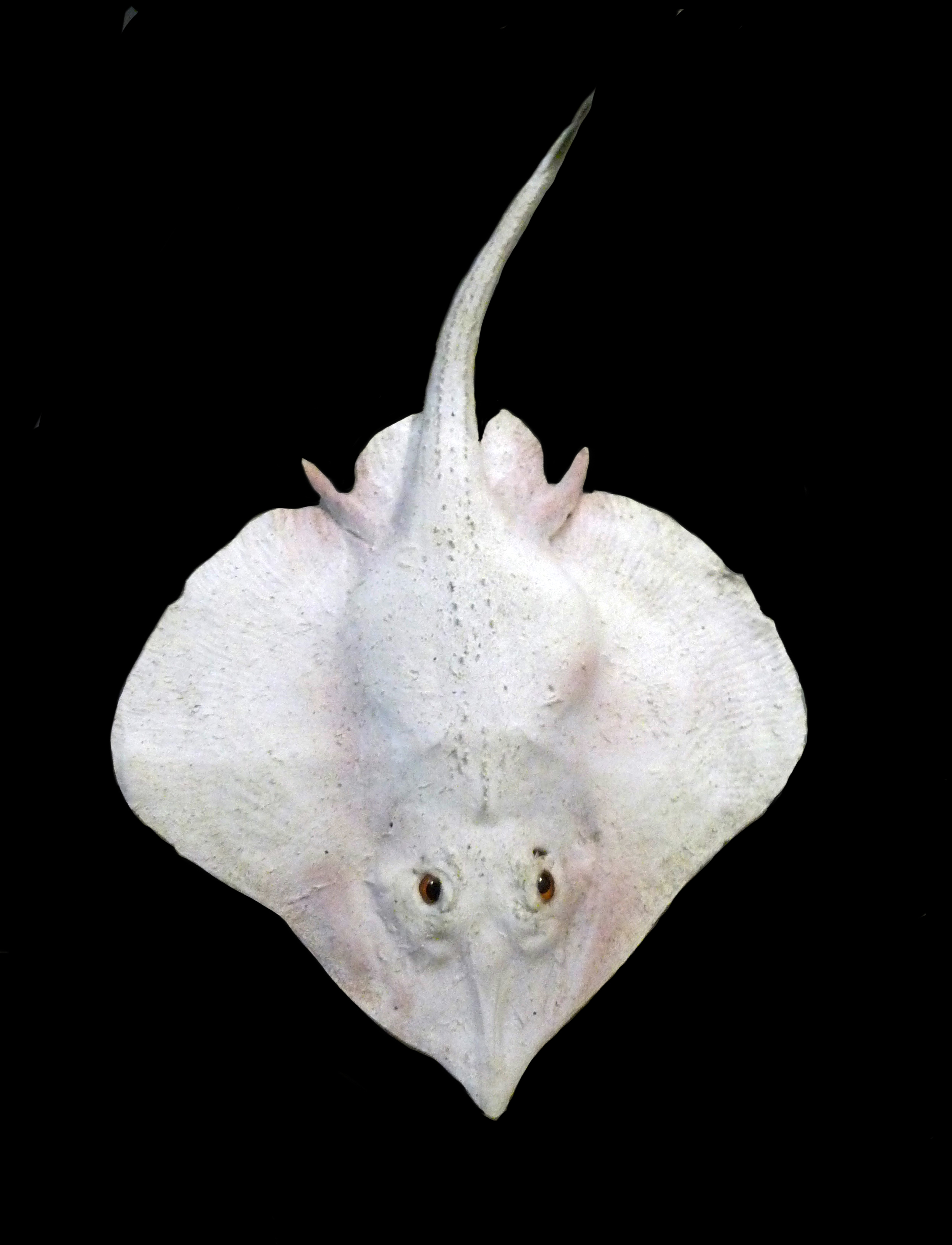
Bathyraja spinosissima

## Arten
Zur Gattung Bathyraja gehören etwa 55 Arten:
- Bathyraja abyssicola (Gilbert, 1896)
- Bathyraja aguja (Kendall & Radcliffe, 1912)
- Bathyraja albomaculata (Norman, 1937)
- Bathyraja aleutica (Gilbert, 1896)
- Bathyraja andriashevi Dolganov, 1985
- Bathyraja arctowskii (Dollo, 1904)
- Bathyraja bergi Dolganov, 1985
- Bathyraja brachyurops (Fowler, 1910)
- Bathyraja chapmani Ebert et al., 2022[3]
- Bathyraja cousseauae Diaz de Astarloa & Mabragana, 2004
- Bathyraja diplotaena (Ishiyama, 1952)
- Bathyraja eatonii (Günther, 1876)
- Bathyraja federovi Dolganov, 1985
- Bathyraja griseocauda (Norman, 1937)
- Bathyraja hesperafricana Stehmann, 1995
- Bathyraja interrupta (Gill & Townsend, 1897)
- Bathyraja irrasa Hureau & Ozouf-Costaz, 1980
- Bathyraja ishiharai Stehmann, 2005
- Bathyraja isotrachys (Günther, 1877)
- Bathyraja kincaidii (Garman, 1908)
- Bathyraja leucomelanos Iglésias & Lévy-Hartmann, 2012
- Bathyraja lindbergi Ishiyama & Ishihara, 1977
- Bathyraja longicauda (de Buen, 1959)
- Bathyraja maccaini Springer, 1971
- Bathyraja macloviana (Norman, 1937)
- Bathyraja maculata Ishiyama & Ishihara, 1977
- Bathyraja magellanica (Philippi, 1902)
- Bathyraja mariposa Stevenson, Orr, Hoff & McEachran, 2004
- Bathyraja matsubarai (Ishiyama, 1952)
- Bathyraja meridionalis Stehmann, 1987
- Bathyraja microtrachys (Osburn & Nichols, 1916)
- Bathyraja minispinosa Ishiyama & Ishihara, 1977
- Bathyraja multispinis (Norman, 1937)
- Bathyraja murrayi (Günther, 1880)
- Bathyraja notoroensis Ishiyama & Ishihara, 1977
- Bathyraja pacifica Last et al., 2016
- Heller Tiefenrochen (Bathyraja pallida) (Forster, 1967)
- Bathyraja panthera Orr, Stevenson, Hoff, Spies & McEachran, 2011
- Bathyraja papilionifera Stehmann, 1985
- Bathyraja peruana McEachran & Miyake, 1984
- Richardsons Tiefenrochen (Bathyraja richardsoni) (Garrick, 1961)
- Bathyraja scaphiops (Norman, 1937)
- Bathyraja schroederi (Krefft, 1968)
- Bathyraja shuntovi Dolganov, 1985
- Bathyraja smirnovi (Soldatov & Pavlenko, 1915)
- Bathyraja smithii (Müller & Henle, 1841)
- Dornschwanz-Tiefenrochen (Bathyraja spinicauda) (Jensen, 1914)
- Bathyraja spinosissima (Beebe & Tee-van, 1941)
- Bathyraja taranetzi (Dolganov, 1983)
- Bathyraja trachouros (Ishiyama, 1958)
- Bathyraja trachura (Gilbert, 1892)
- Bathyraja tunae Stehmann, 2005
- Bathyraja tzinovskii Dolganov, 1985
- Bathyraja violacea (Suvorov, 1935)

Da viele Bathyraja-Arten in der Tiefsee leben gibt es wahrscheinlich noch zahlreiche unbekannte Arten.

## Belege
1. 1 2 3  David A. Ebert: Deep-sea Cartilaginous Fishes of the Indian Ocean. Volume 2 Batoids and Chimaeras. FAO Species Catalogue for Fishery Purposes No. 8, Vol. 2, E-ISBN 978-92-5-108453-3, Seite 40–41.
2. ↑  Bathyraja auf Fishbase.org (englisch)
3. ↑  David A. Ebert, Alfaro-Shigueto, J., Velez-Zuazo, X., Pajuelo, M. & Mangel, J.C. (2022): Bathyraja chapmani n. sp., a new deep-sea skate (Rajiformes: Arhynchobatidae) from the Southeast Pacific Ocean. Journal of the Ocean Science Foundation, 39: 23–35.